# Dalandzadgad
Dalandzadgad (mongolul: Даланзадгад) város Mongólia déli részén, mintegy 540 kilométernyire a fővárostól, Ulánbátortól; Dél-Góbi tartomány székhelye. A város központi része 1470 méteres tengerszint feletti magasságban fekszik. 2006-ban a város népessége 14 000 fő volt.

## Közlekedés
A dalandzadgadi repülőtér volt az egyetlen lebetonozatlan kifutóval rendelkező leszállóhely a megyében egészen 2007-ig, mely az Ulánbátorba induló és onnan érkező menetrend-szerinti járatot működteti. 2007-ben a Mongol Polgári Légügyi Hatóság megépíttette a burkolt kifutópályát. A repülőtér téli és nyári menetrendeket alkalmaz. A kifutópálya a második leghosszabb az országban.
Dalandzadgad és Ulánbátor közt burkolt úton lehet közlekedni.

## Galéria

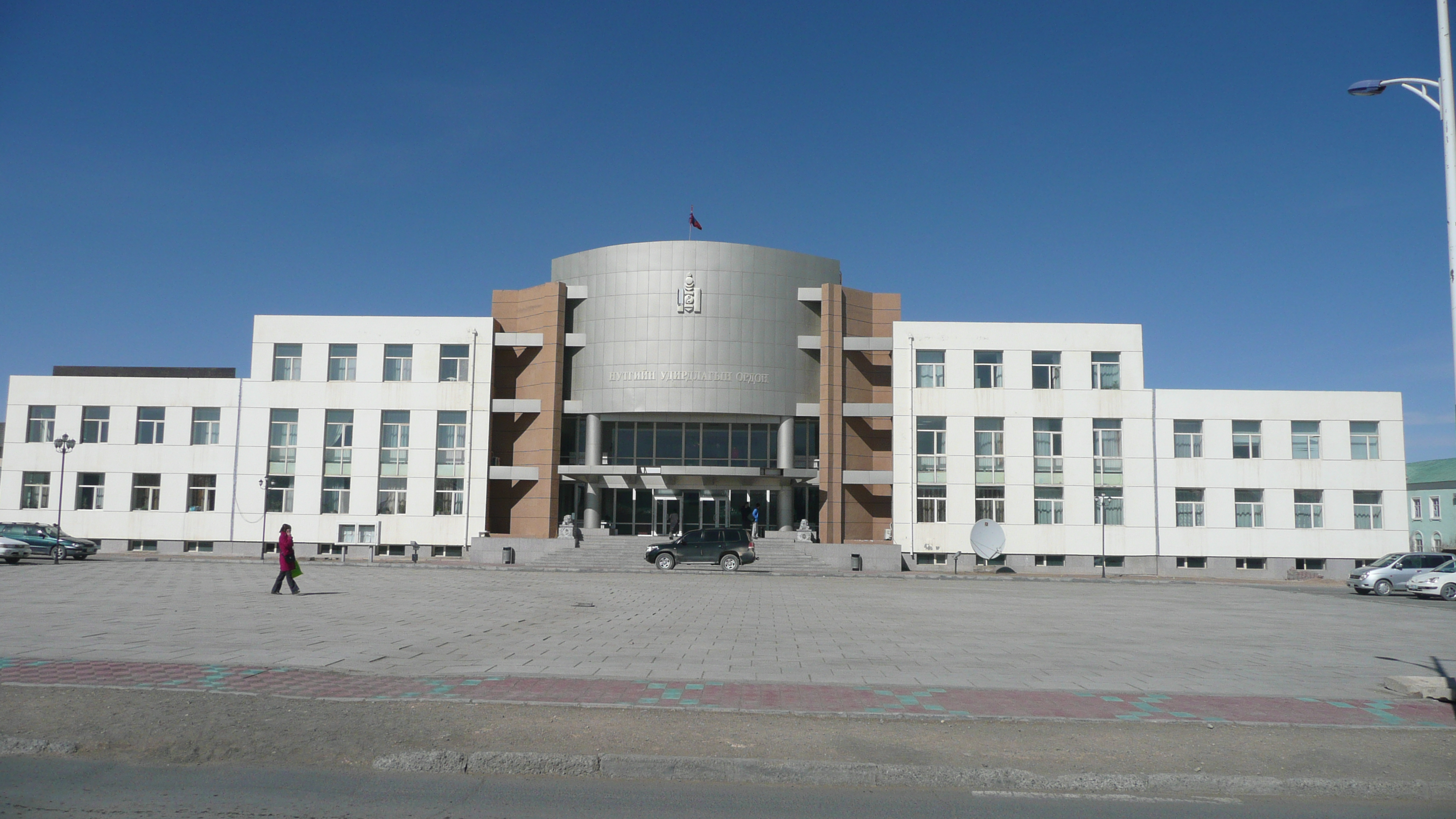
A tartományi kormányzóság épülete.
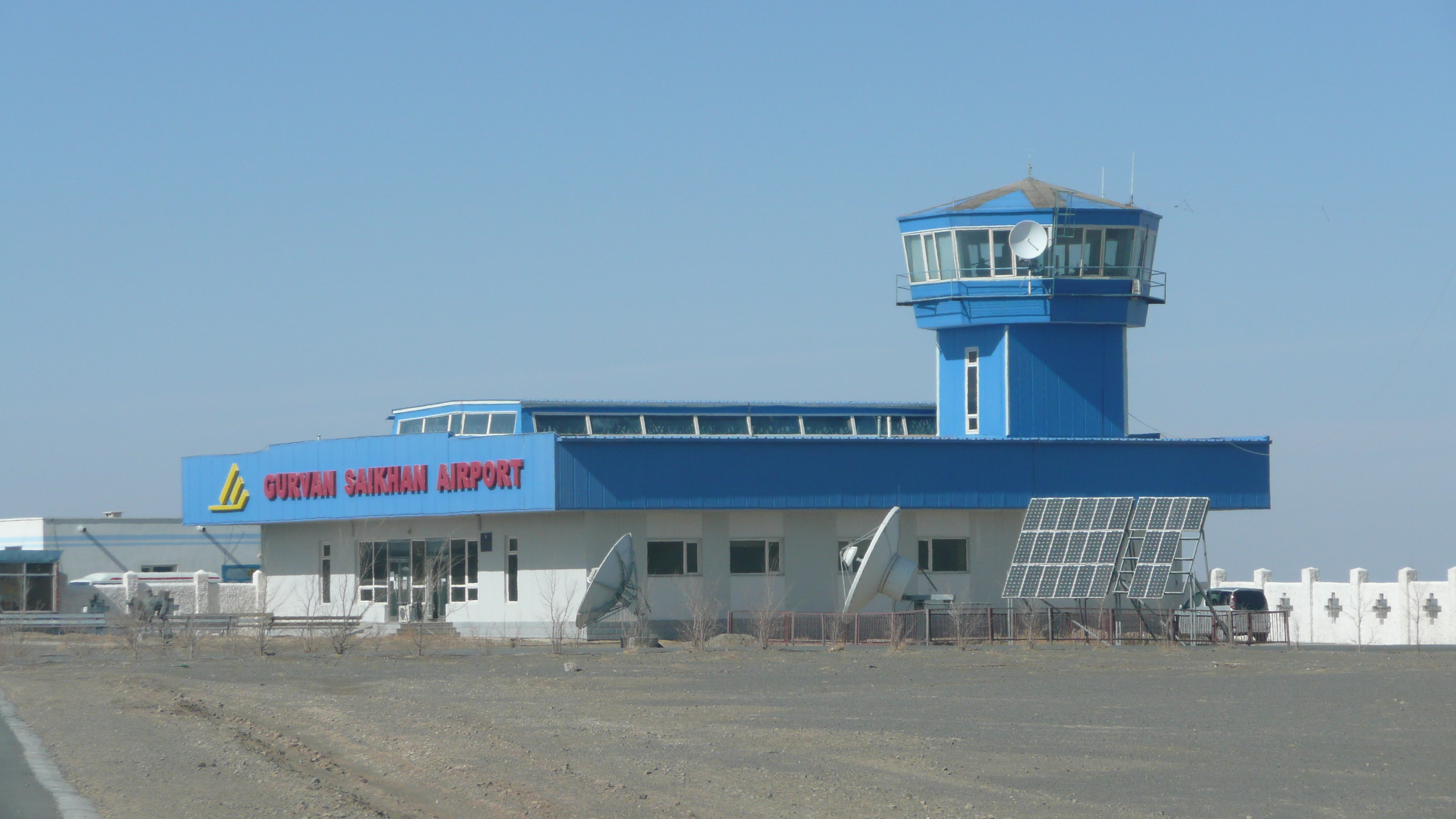
Dalandzadgad repülőtér.
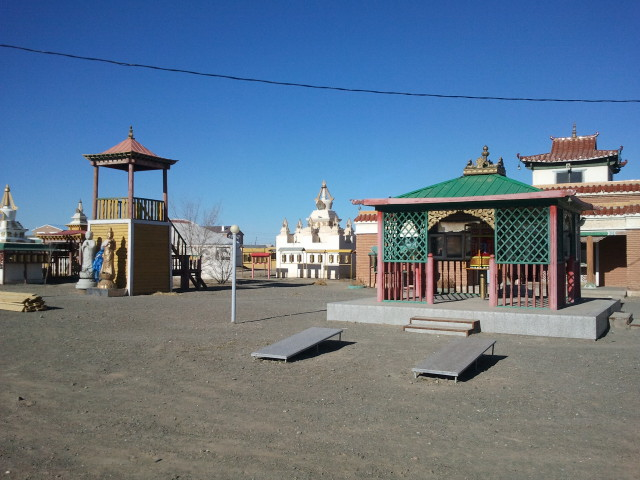
Templom
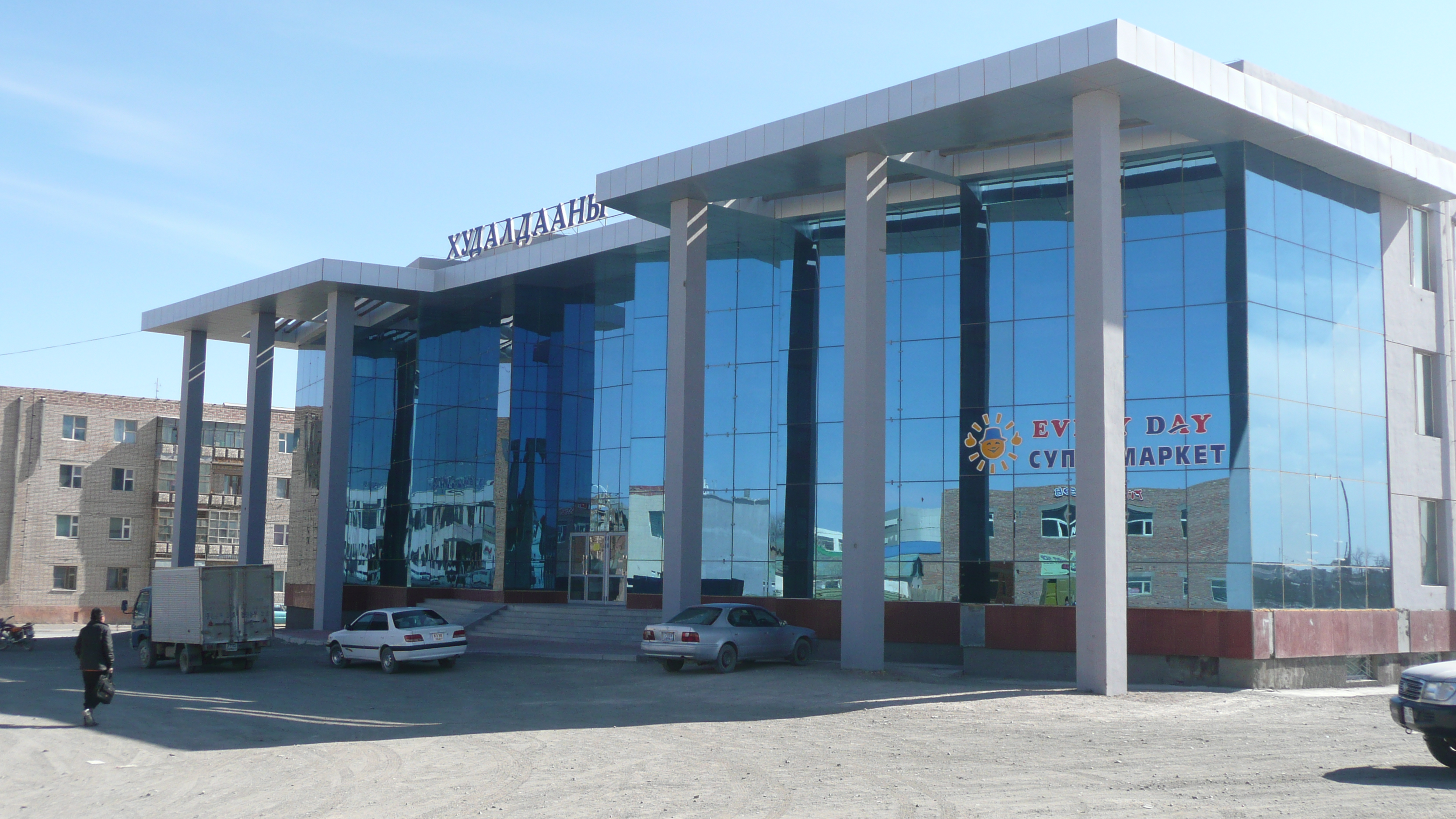
Gandirs bevásárlóközpont.
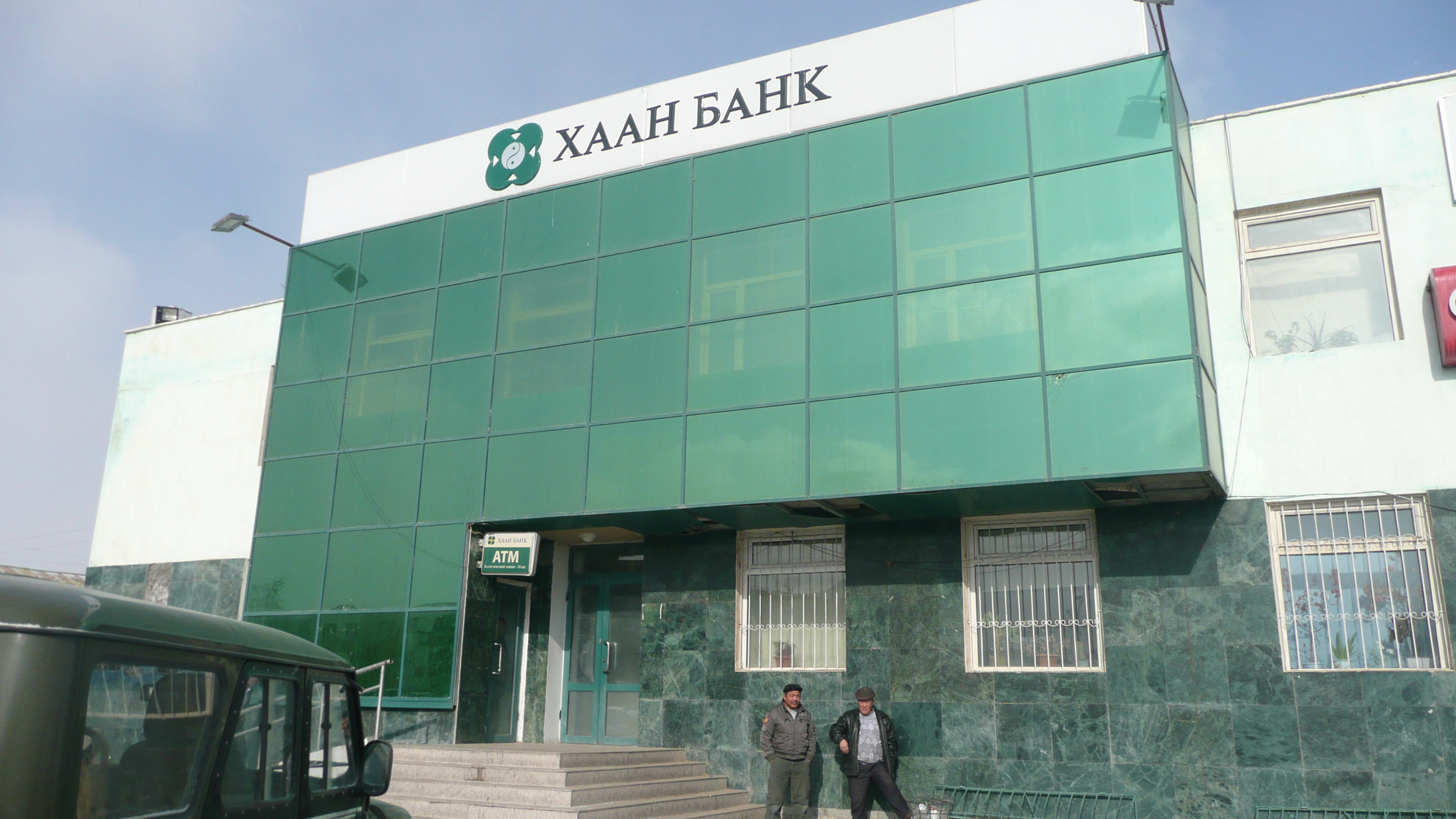
A régi Kán Bank.
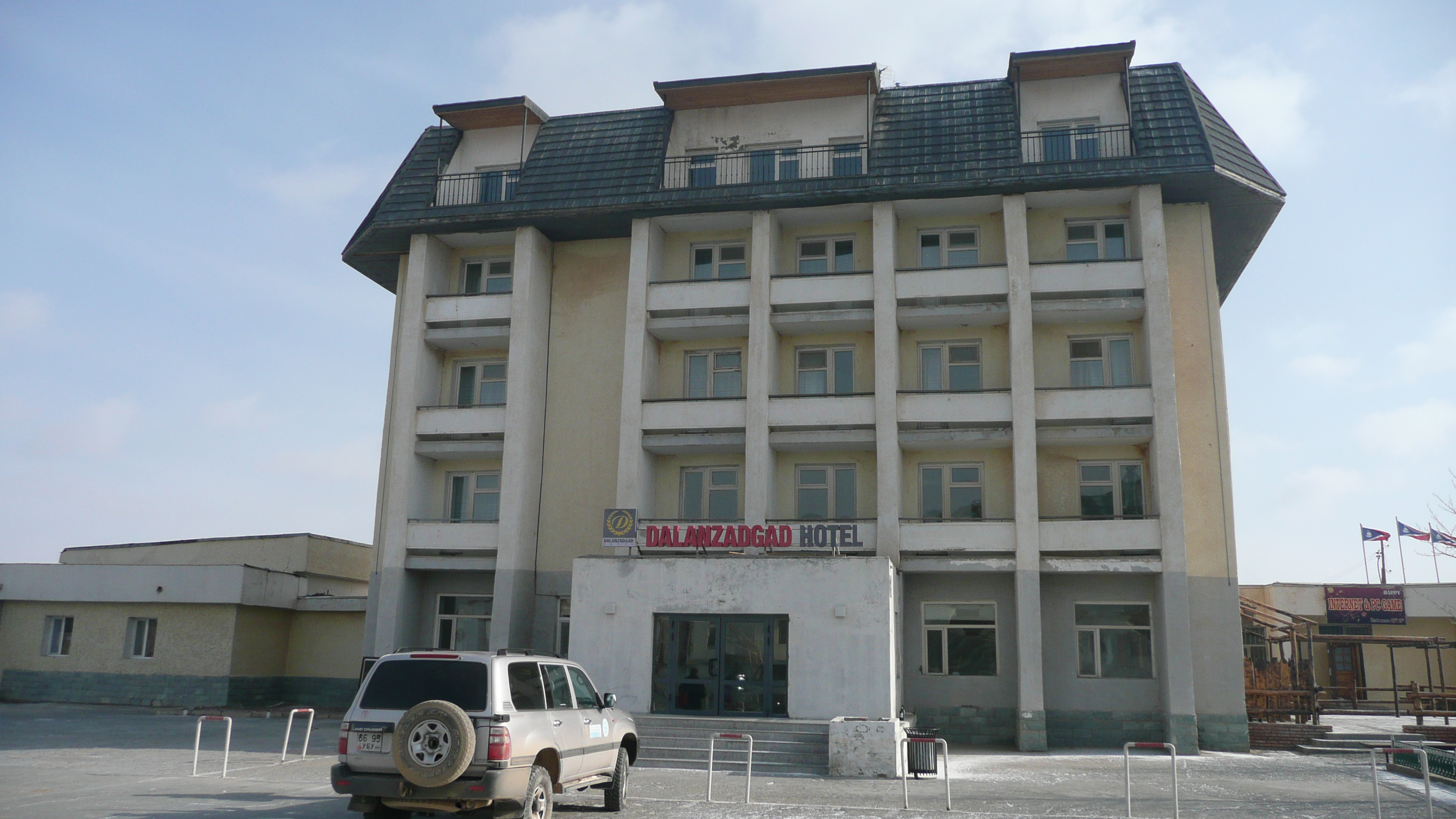
Hotel Dalandzadgad.
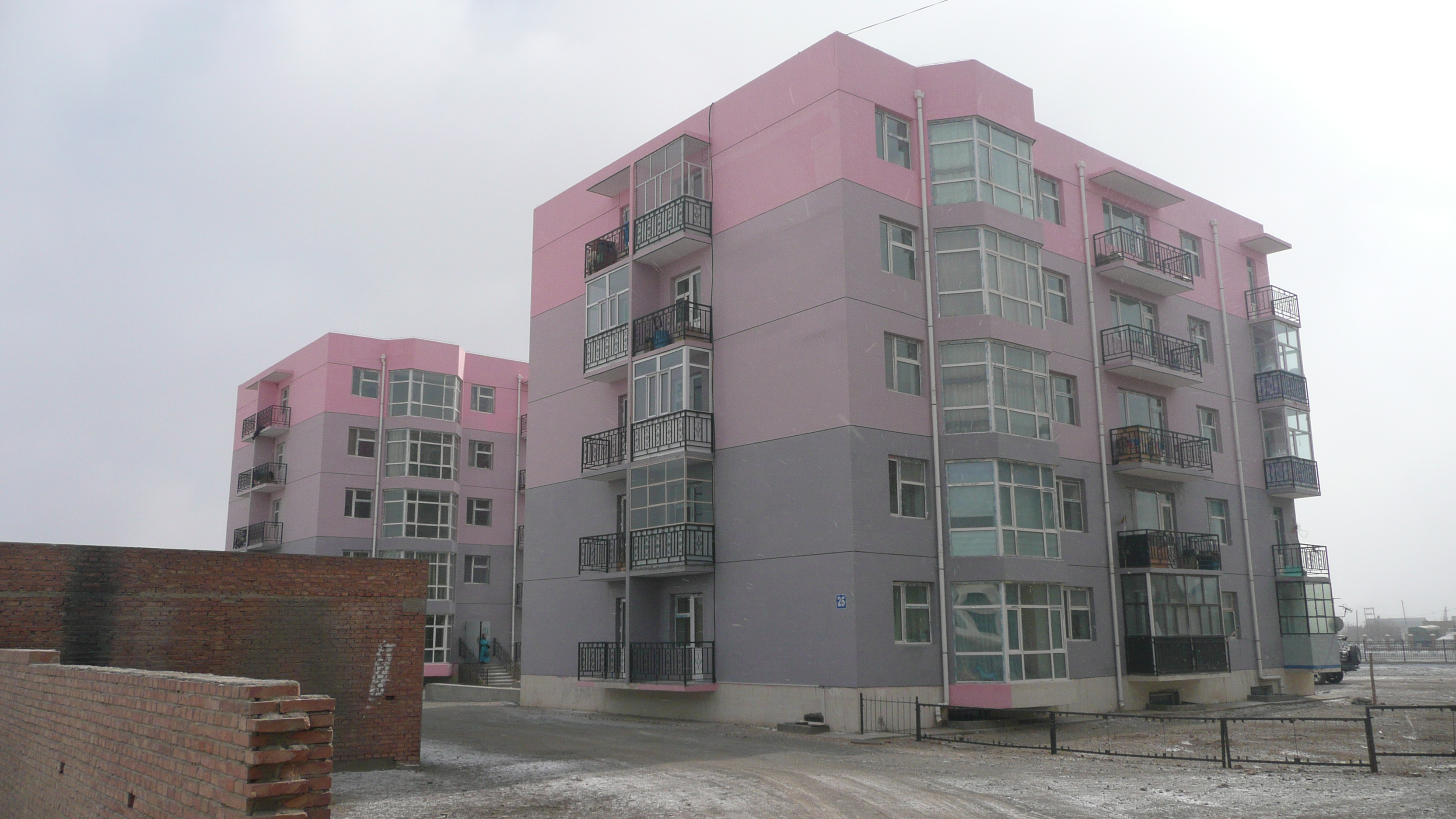
Lakóépületek.
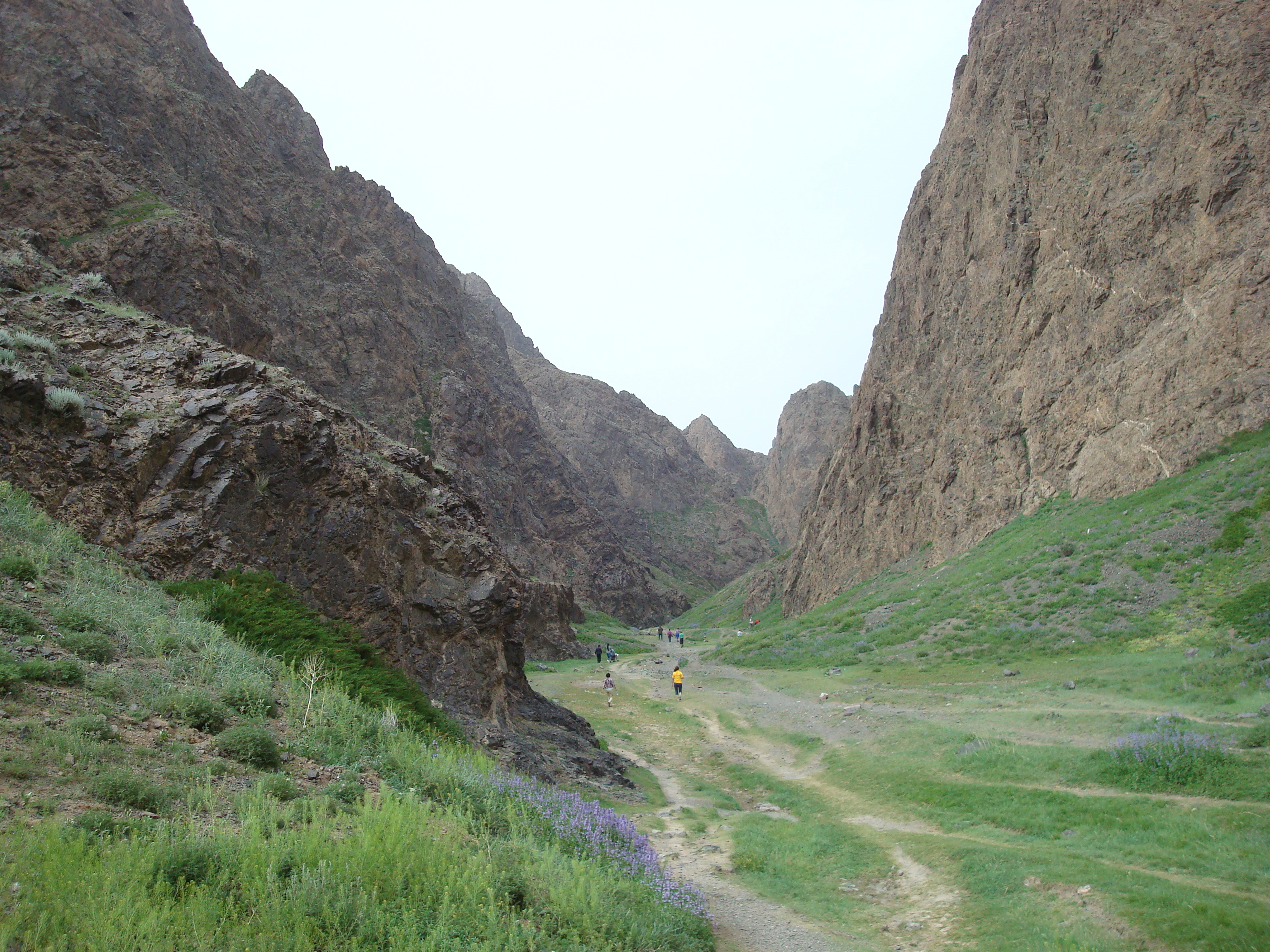
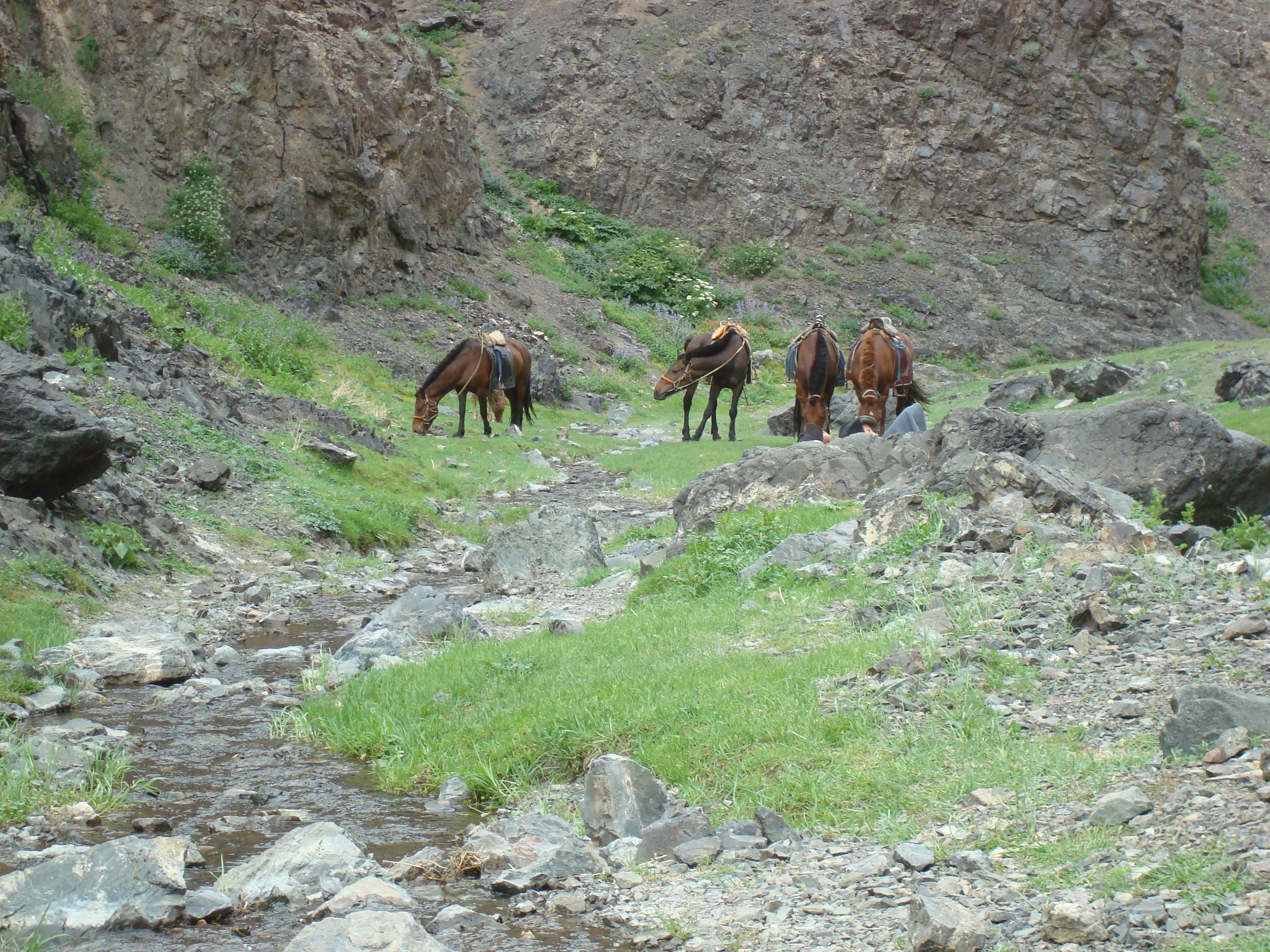
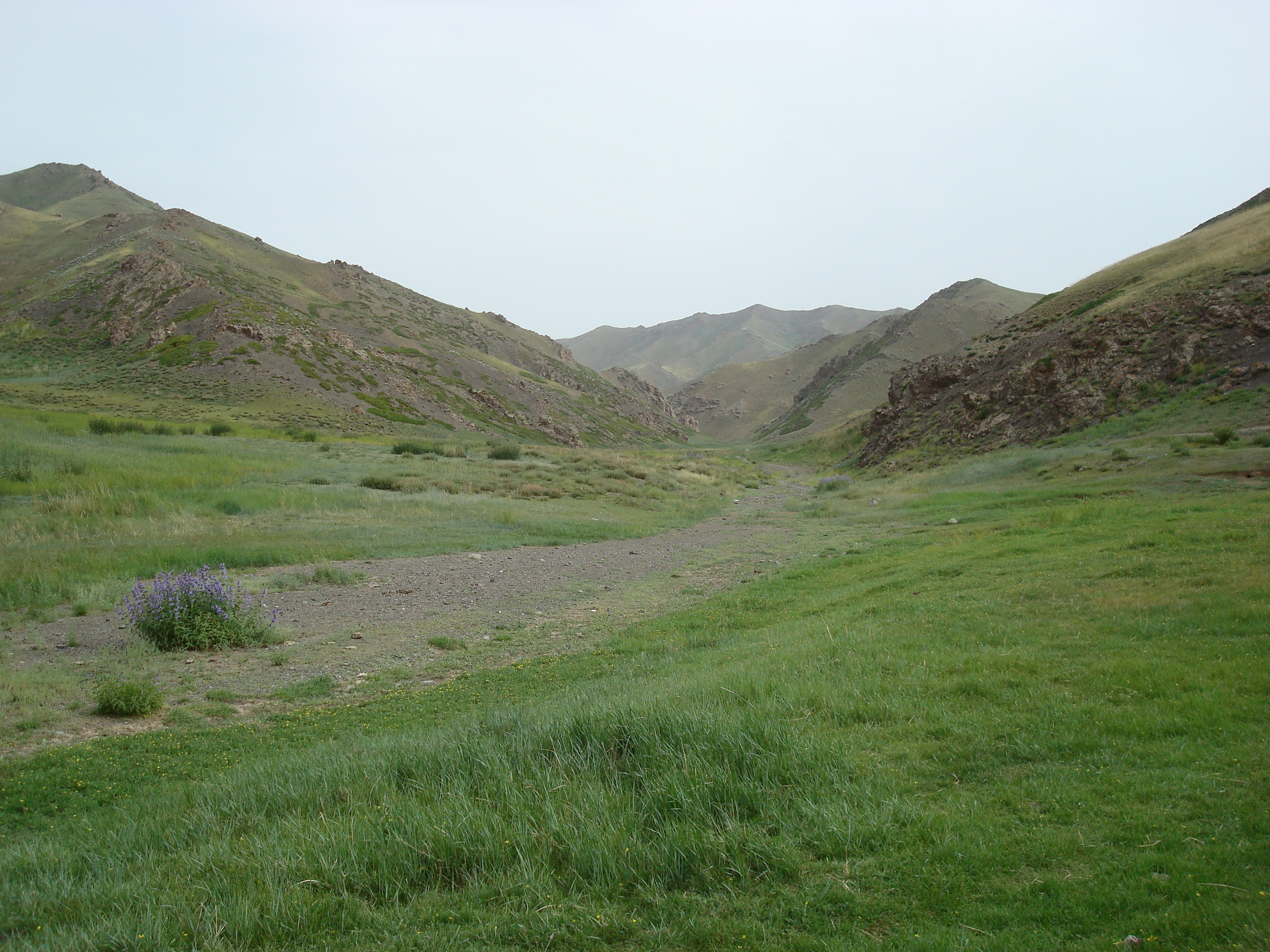
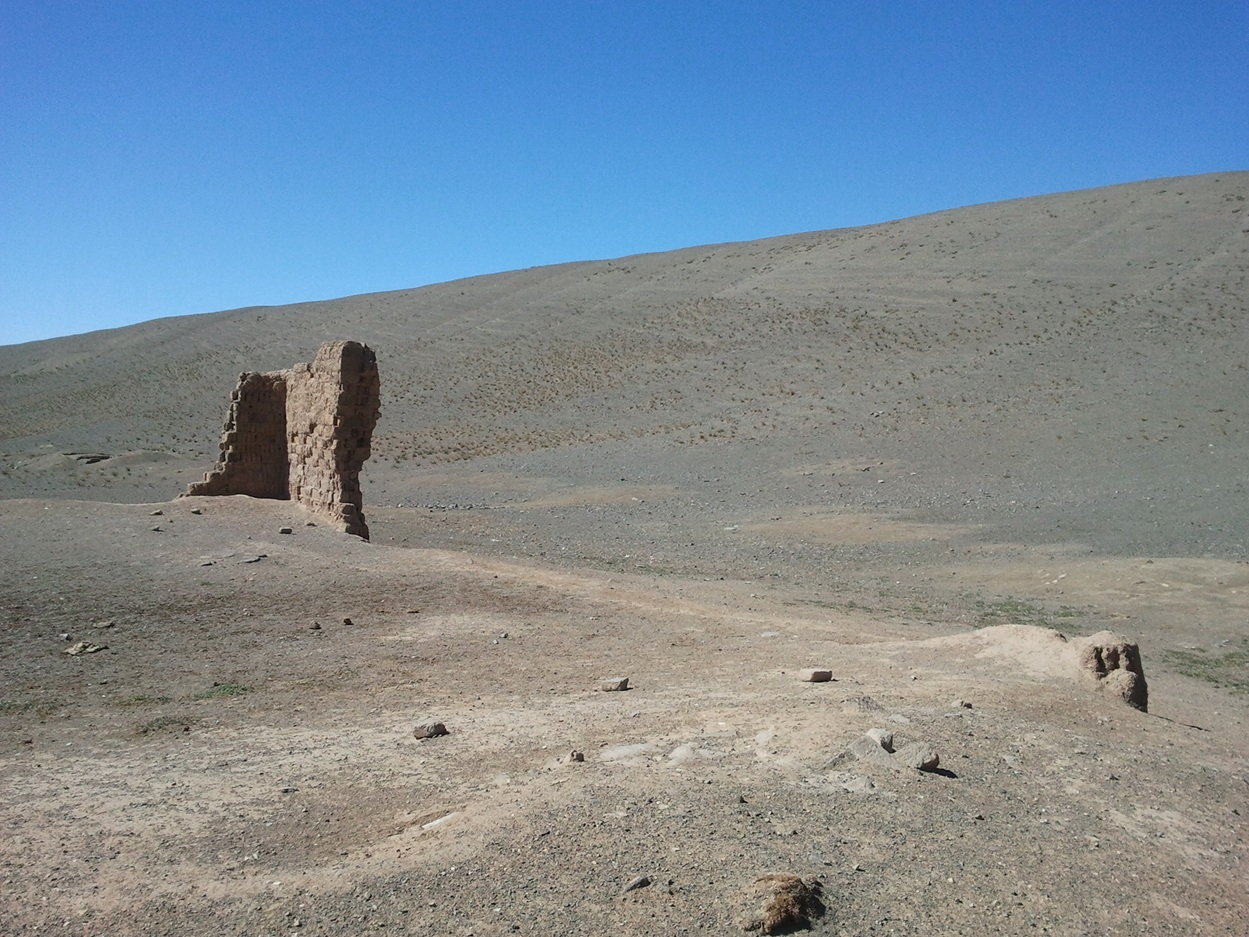
Egy kolostor romjai a város közelében
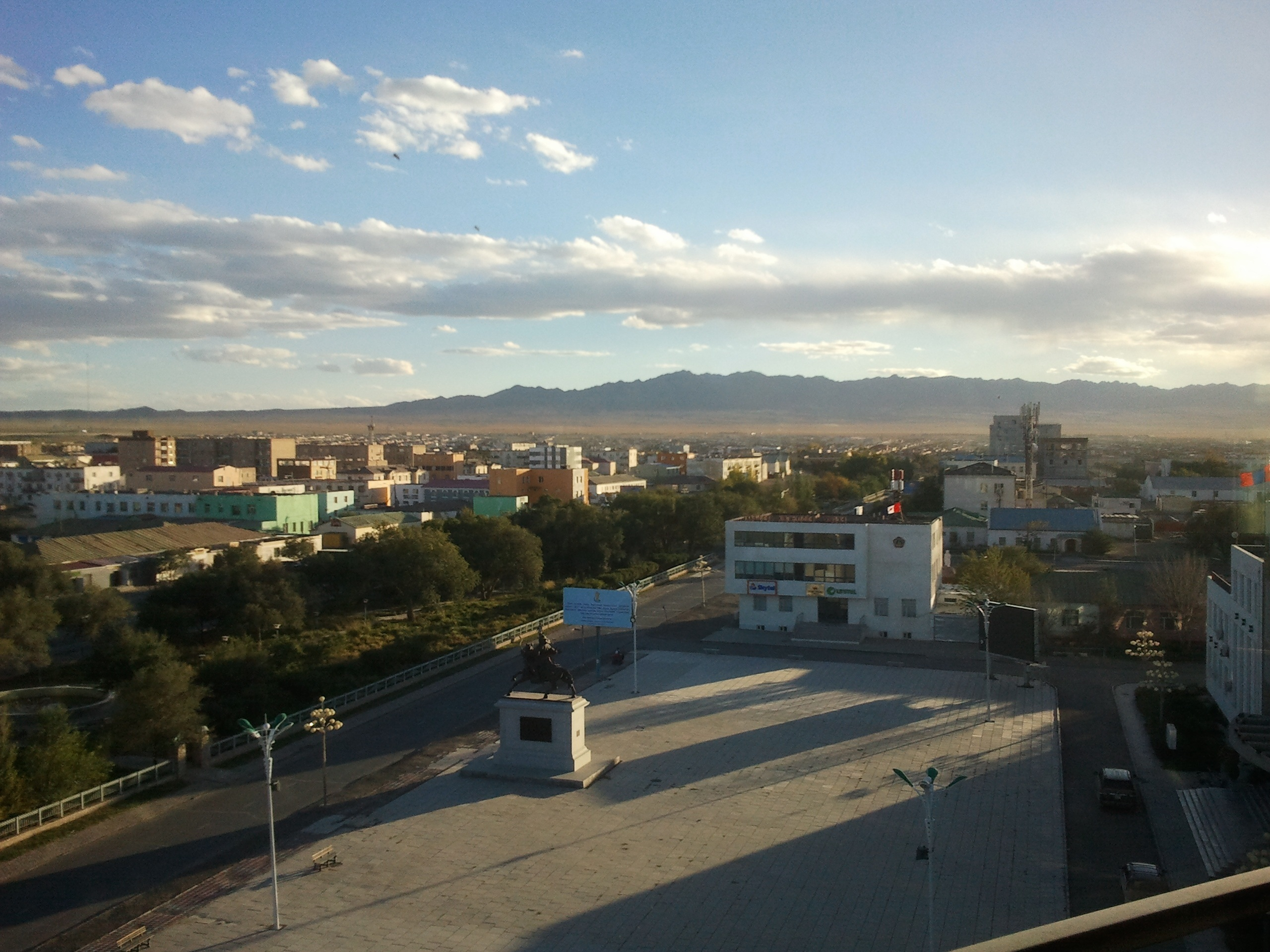
Dalandzadgad panoráma
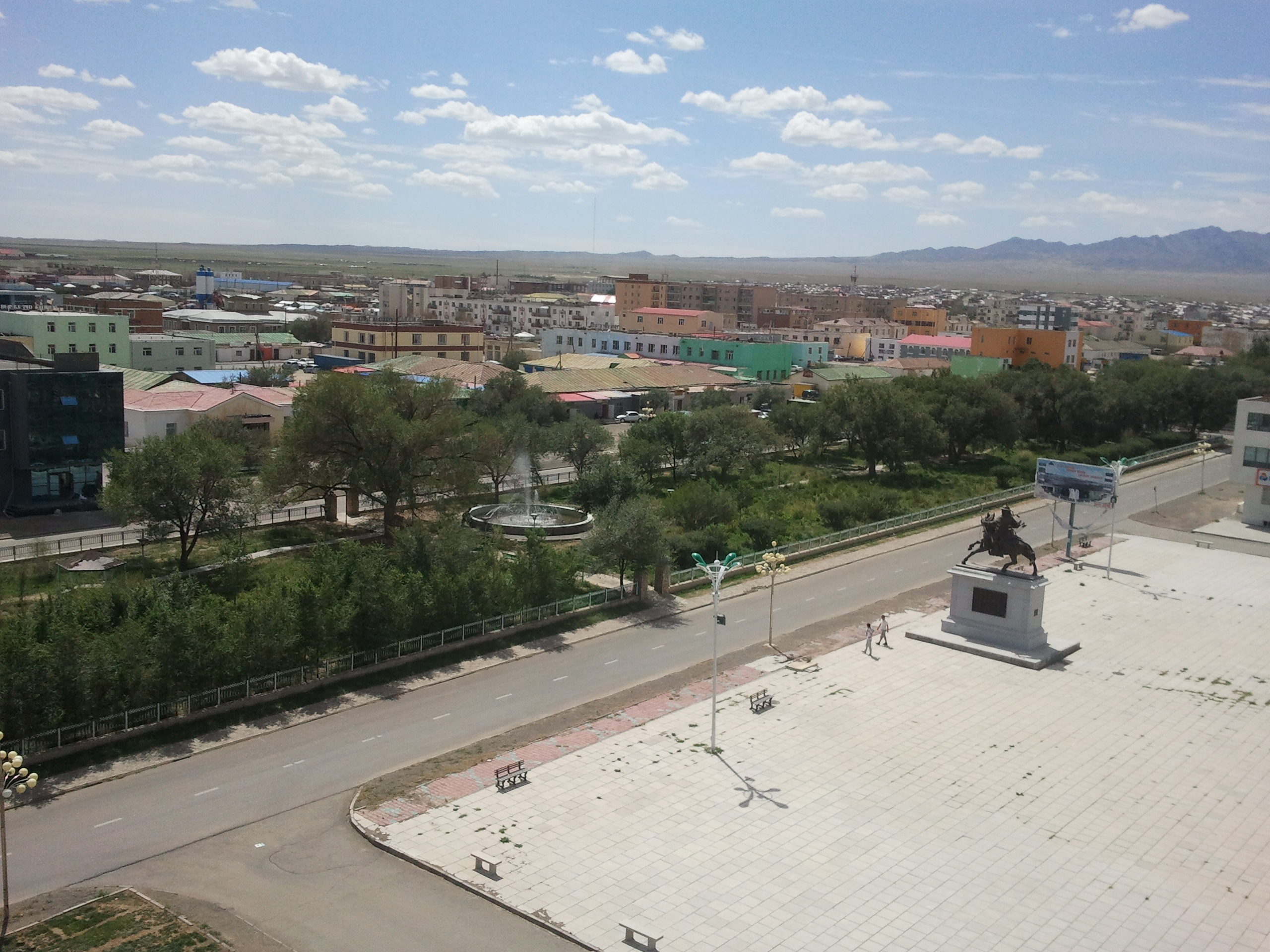
Dalandzadgad panoráma

## Fordítás
Ez a szócikk részben vagy egészben  a   Dalanzadgad című angol Wikipédia-szócikk ezen változatának fordításán alapul.  Az eredeti cikk szerkesztőit annak laptörténete sorolja fel. Ez a jelzés csupán a megfogalmazás eredetét és a szerzői jogokat jelzi, nem szolgál a cikkben szereplő információk forrásmegjelöléseként.